# Karl Ventzke
Karl Ventzke (* 25. Juni 1933 in Krangen, Kreis Neustettin, Pommern; † 30. April 2005 in Düren) war ein deutscher Industriekaufmann und Prokurist sowie ein Forscher und Sammler von Blasinstrumenten und optischen Instrumenten.

## Leben und Wirken
Karl Ventzke absolvierte am 31. März 1953 die Prüfung zum Industriekaufmann vor der Handelskammer Hamburg und am 31. März 1958 das Wirtschaftsdiplom der Verwaltung- und Wirtschaftsakademie München. Er studierte nebenberuflich bis zum 12. November 1959 an der Hochschule für politische Wissenschaften München mit erfolgreich abgelegter Abschlussprüfung. Bis 2002 war er hauptberuflich als Prokurist in einem Industriebetrieb in Düren tätig.
Er wirkte von 1967 bis 1996 als Presbyter der Evangelischen Gemeinde zu Düren. Von 1972 bis 1988 war er Mitglied des Kreissynodalvorstandes und von 1973 bis 1992 Predigthelfer. Des Weiteren fungierte er als Autor und Coautor mehrerer Veröffentlichungen zur Geschichte der Evangelischen Gemeinde in Düren, des Kirchenkreises Jülich und zu musikwissenschaftlichen Themen.
Im Dezember 1998 beschloss die Fakultät für Kulturwissenschaften der Universität Tübingen, Karl Ventzke für seine Verdienste um die Erforschung von Musikinstrumenten, denen über 50 Aufsätze sowie vier gewichtige Bücher zur Geschichte der Querflöte (1966, 1992), des Böhm-Systems (1982) und des Saxophons (1979) gewidmet sind, den Titel eines Ehrendoktors zu verleihen. Die feierliche Aushändigung der Urkunde zum Dr. phil. h. c. erfolgte am 21. April 1999 in Tübingen. Ventzke vermachte dem Musikwissenschaftlichen Institut der Universität Tübingen im Dezember 1999 einen Teil seiner Sammlung historischer Blasinstrumente zu Lehr- und Forschungszwecken. Die Sammlung wurde im Mai 2000 eröffnet, ist im Rückraum der Bibliothek ausgestellt und Interessenten nach vorheriger Anmeldung zugänglich. Im Januar 2005 folgte ein weiterer Teil seiner Sammlung historischer Blasinstrumente als befristete Leihgabe. Die Sammlung in Tübingen umfasst mehr als 100 Blasinstrumente, vorwiegend aus dem 19. Jahrhundert. Schwerpunkte sind
- die Blasinstrumente des Symphonie-Orchesters zu Ende des 19. Jahrhunderts
- die Entwicklung der Querflöte von 1800 bis 1925
- Fagott und Basson: Von  Savary (1824) bis Heckel (ca. 1910)
- das Bläserquintett um 1810/20
- französische und deutsche Saxophone.

Die Sammlung dokumentiert damit die stürmischen technischen Weiterentwicklungen und Neukonstruktionen im Instrumentenbau des 19. Jahrhunderts.
Karl Ventzke sammelte auch optische Instrumente. Seine umfangreiche Sammlung an Teleskopen und Fernrohren aus der Zeit von 1790 bis 1910/20 stammte aus namhaften Werkstätten in München, Benediktbeuern, Stuttgart, Ulm, Würzburg, London und Wien. Seine Sammlung verlieh er seit 2003 an das Germanische Nationalmuseum in Nürnberg, das später die Sammlung ankaufte.
Ventzke war Kurator des Schenkel-Schoeller-Stifts in Düren-Niederau. Er war Träger der Bürgermedaille der Stadt Düren und des Kronenkreuzes der Diakonie in Gold.

## Veröffentlichungen (Auswahl)
- Schema zur Bestimmung der Löcherherstellung auf Blasinstrumenten. Verlag Moeck, Celle 1980, ISBN 978-3-87549-011-4
- Porträts und Biographien hervorragender Flöten-Virtuosen, -Dilettanten und -Komponisten. Verlag Moeck, Celle 1987, ISBN 978-3-87549-028-2
- (mit Karl Lenski): Das goldene Zeitalter der Flöte. Die Boehmflöte in Frankreich 1832-1932. Durchsetzung, Gestaltung, Wirkung. Verlag Moeck, Celle 1992, ISBN 3-87549-040-1.
- Wilhelm Wester (1889-1960). In:  Dirk Chr. Siedler (Hrsg.): Wilhelm Wester. Ein Dürener Pfarrer in Zeiten des Umbruchs. Alektor-Verlag, Berlin 2009, ISBN 978-3-88425-086-0, S. 19ff.
- Die Saxophone. Beiträge zu ihrer Bau-Charakteristik, Funktion und Geschichte. Verlag PPV Medien 2001, ISBN 978-3-923639-45-8